# Oreochromis squamipinnis
Oreochromis squamipinnis är en fiskart som först beskrevs av Günther, 1864.  Oreochromis squamipinnis ingår i släktet Oreochromis och familjen Cichlidae. IUCN kategoriserar arten globalt som starkt hotad. Inga underarter finns listade i Catalogue of Life.